# Opalia
Gli Opalia (o Opiconsivia) erano una festa tradizionale della romanità antica, celebrata il 25 agosto, in onore della dea Opi, la Madre Terra personificazione dell'abbondanza agricola. La dea era considerata la moglie di Saturno ed era associata al suo culto. Il simbolo della dea era la cornucopia e ad essa furono dedicati due santuari, uno sul Campidoglio e l'altro nel Foro.